# Michaił Jangiel

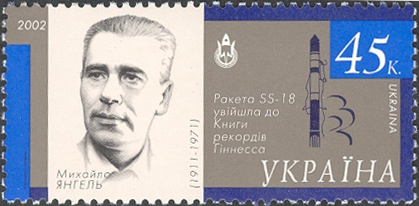
Michaił Jangiel na ukraińskim znaczku

Michaił Kuźmicz Jangiel (ros. Михаил Кузьмич Янгель, ur. 12 października?/25 października 1911 w Zyrianowej koło Irkucka, zm. 25 października 1971 w Moskwie) – radziecki inżynier; jeden z twórców radzieckiej techniki rakietowej i astronautycznej. W latach 1954–1971 szef biura konstrukcyjnego OKB-586, nazywanego również OKB Jangiel.

## Życiorys
Od 1926 mieszkał w Moskwie wraz ze starszym bratem, Konstantinem. Początkowo pracował w fabryce tekstylnej, ale w 1931 udało mu się dostać na Moskiewski Instytut Lotniczy. Ukończył go w 1937 i rozpoczął pracę w biurze projektowym Polikarpowa.
W 1938 wyjechał do Stanów Zjednoczonych na staż do fabryki, w ramach licencyjnej produkcji samolotów amerykańskich w ZSRR. Po powrocie został asystentem Polikarpowa, a w 1940 zastępcą dyrektora głównej fabryki zakładów Polikarpowa w Nowosybirsku.
W 1944 zajął stanowisko w biurze konstrukcyjnym Artioma Mikojana, a od 1945 był głównym inżynierem biura Władimira Mjasiszczewa. Na krótko został pracownikiem biurowym Ministerstwa Przemysłu Lotniczego, po czym wysłano go na Akademię Przemysłu Lotniczego w celu uzyskania wyższego tytułu naukowego. Po jej ukończeniu, 12 kwietnia 1950, został wyznaczony na szefa sekcji systemów kierowania w instytucie rozwoju pocisków balistycznych NII-88, kierowanym przez Siergieja Korolowa.
NII-88, w obliczu fiaska projektu rakiety R-3, przeprowadzało w tym czasie gruntowny przegląd projektów i technicznych możliwości realizacji pocisków balistycznych. Dzięki dużemu zaangażowaniu, Jangiel w 40 dni przedstawił 6 tomów projektów rakiety R-5 i 8 tomów projektów rakiet R-11 i R-12. Jangiel stał się zwolennikiem używania toksycznych, ale przechowalnych paliw, z czym nie zgadzali się Korolow i jego zastępca, Wasilij Miszyn.
W maju 1952, Jangiel został mianowany dyrektorem NII-88, co uczyniło go przełożonym Korolowa, który wówczas nadal był oficjalnie skazany za wrogość wobec państwa radzieckiego. Jangiel był zaś oddanym komunistą i miał dobre relacje z dowodzącym siłami rakietowymi ZSRR, późniejszym marszałkiem, Ustinowem. Na 20 dni przed swoją śmiercią, Stalin zgodził się na równoległe prace nad rakietami R-5, R-11, R-12, międzykontynentalnym R-7 i manewrującym EKR.
W końcu roku 1953 Chruszczow postanowił zdecentralizować przemysł rakietowy, gdyż pojedyncza bomba jądrowa zrzucona na Moskwę, mogłaby sparaliżować cały proces rozwojowo-produkcyjny rakiet. Ustinow został poproszony o przygotowanie planów dwóch nowych, zupełnie niezależnych biur konstruujących rakiety. Łączny koszt ich powstania miał wynieść 10 mld rubli. Korolow bezskutecznie zabiegał, aby nowe biura były podległe jego zakładom. 9 lipca 1954 Jangiel został wyznaczony na szefa nowego biura, OKB-586, budowanego na południu kraju. Natychmiast przystąpił do prac nad rakietą R-12.
Gdy w 1957 rozpoczęto próby pocisku R-12, stał się on pierwszym użytecznym pociskiem balistycznym w radzieckich siłach zbrojnych. Odegrał on kluczową rolę w zimnej wojnie i kryzysie kubańskim, w 1962, kiedy to ZSRR chciał umieścić rakiety R-12 na Kubie. 
Powodzenie pocisku R-12 i bardzo dobra współpraca Jangiela z wojskiem, zaowocowała wprowadzeniem do produkcji dalszych rakiet jego konstrukcji: R-14, R-16 i R-36.
Gdy rozpoczęła się era kosmiczna, zdominowana w Związku Radzieckim przez jego rywala, Korolowa, Jangielowi udało się „zdobyć niszę” w tej dziedzinie. Jangiel skonstruował rakietę Kosmos 63S1 i zajął się towarzyszącymi jej małymi satelitami serii Dniepropietrowsk Sputnik. Rakieta kosmiczna Kosmos-3, zaprojektowana przez Reszetniewa, oparta została na pocisku R-14 Jangiela.
W 1960 roku Jangiel miał szczęście przeżyć jeden z najtragiczniejszych wypadków w dziejach techniki rakietowej. Rakieta R-16 eksplodowała podczas prac przy niej na stanowisku startowym na kosmodromie Bajkonur. Zginęły wtedy, według oficjalnych informacji, 92 osoby - niemal cały zespół pracujący nad rakietą, wraz z marszałkiem Niedielinem. Jangiel ocalał, gdyż tuż przed eksplozją poszedł na papierosa.
Mimo starań, Jangielowi nie udało się odegrać większej roli w radzieckim programie kosmicznym. Od 1961 pracował nad dużymi rakietami R-46 i R-56. Jako spełniające rządowe wymagania zostały jednak wybrane konstrukcje Czełomieja (Proton UR-500) i Korolowa (N1). W 1965 Jangiel stwierdził, że walka między Czełomiejem a Korolowem o prym w projektach załogowych lotów kosmicznych szkodzi wysiłkowi ZSRR. Projekty o takim rozmachu nie mogły być skutecznie kontrolowane przez pojedyncze biuro konstrukcyjne. Jangiel zaproponował współpracę: on zająłby się projektami i budową rakiet nośnych, Korolow - statków załogowych, Czełomiej – statków bezzałogowych. Projekty Kolorowa i Czełomieja pochłonęły za dużo środków, aby je przerywać. Poza tym, tylko ich rakiety miały wystarczające osiągi, aby wynieść za jednym lotem załogowy statek i lądownik księżycowy. Jangiel poddał się i wycofał z rozwoju rakiety R-56. Podjął się za to prac nad członem rakietowym potrzebnym do lądownika księżycowego ŁK. Jangiel zmarł jednak wkrótce po trzech próbach lądownika ŁK, które przebiegły pomyślnie.

## Charakter
Jangiel był uważany za bardzo dobrego organizatora. Tworzył w pracy przyjazną, otwartą atmosferę pozwalającą na swobodne i krytyczne rozważanie nowych pomysłów i idei. Jego nacisk na współpracę i potrzeby wojska, zaowocowały aforyzmem: Korolow pracuje dla TASS [agencji prasowej], Czełomiej pracuje nad złomem, Jangiel pracuje dla wszystkich z nas.
Nikita Chruszczow pisał o nim:

Problem obronności, wojny i uzbrojenia naszej armii w broń rakietową – za to wszystko odpowiedzialny jest Jangiel, który kieruje biurem konstrukcyjnym. To utalentowany, a nawet, powiedziałbym, genialny konstruktor – twórca rakiet o różnym przeznaczeniu.

## Odznaczenia i nagrody
W 1960 otrzymał za osiągnięcia Nagrodę Leninowską, a w 1967 Nagrodę Państwową ZSRR. Otrzymał również wiele odznaczeń, w tym czterokrotnie Order Lenina i Order Rewolucji Październikowej. Był dwukrotnym Bohaterem Pracy Socjalistycznej.
Jego nazwiskiem nazwano ulicę i przystanek metra w Kijowie, Czertanowie pod Moskwą, oraz krater na Księżycu.